# Budynek Urzędu Miejskiego we Wrocławiu
Budynek Urzędu Miejskiego, dawniej Nadprezydium Prowincji Śląskiej – zabytkowy budynek znajdujący się przy placu Nowy Targ we Wrocławiu.
Nowy budynek Nadprezydium Prowincji Śląskiej wzniesiono w miejsce ośmiu kamienic o średniowiecznym rodowodzie, w tym sześciu o barokowej fasadzie. Zajmuje większą część kwartału pomiędzy placem Nowy Targ a ul. Krowią, św. Wita i ul. Wita Stwosza, od południa graniczy z dawnym pałacem Hatzfeldów. 

## Historia kamienic
Wszystkie osiem kamienic zostało rozebranych w 1914 roku. Kamienice te miały najbogatsze w tej części miasta dekoracje barokowe i renesansowe. W narożnej kamienicy nr 1 z renesansowym szczytem zwieńczonym licznymi zakończonymi chorągiewkami i szczycikami, od XVII wieku znajdowała się gospoda "Zum langen Holz" ("Pod
Długim Drzewem"), dająca nazwę sąsiadującej z nią ulicą Langeholzgasse, obecnie ulicą Krowią. 

### Kamienica nr 3, 4 i 5

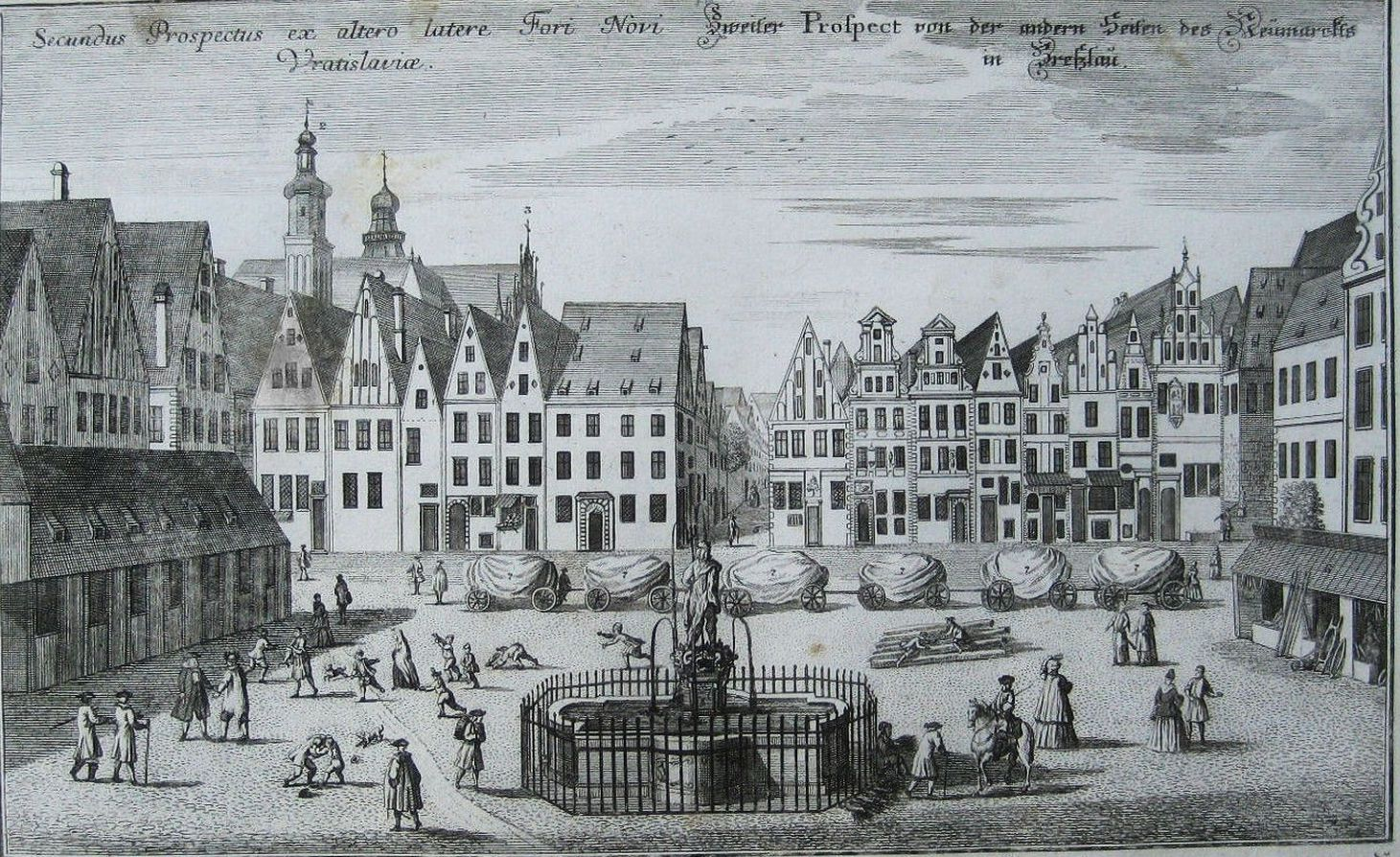
Południowa pierzeja pl. Nowy Targ z widocznymi po prawej stronie kamienicami 1-8 (liczone od prawej strony). Kamienica nr 3 i 8 ma jeszcze widoczne gotyckie szczyty, pozostałe kamienice są już po barokowych przebudowach. Rycina Friedricha Bernharda Wernera z 1750 roku

W okresie renesansu posesję nr 3 i 5 zajmowały trzykondygnacyjne, a posesję nr 4 czterokondygnacyjna, dwuosiowe kamienice z dwukondygnacyjnym poddaszem każda. Po 1750 roku wszystkie trzy budynki zostały przebudowane: dodano im jedną kondygnację, przerabiając dolną kondygnację poddasza. Fasady kamienic otrzymały wówczas barokową formę: ich szczyty z jednookienną aediculą wykończone były trójkątnymi tympanonami ujętymi w wolutowe spływy. Według Brzezowskiego, w szczycie kamienicy nr 5 znajdowało się okrągłe okno choć w rzeczywistości było to tak samo jak w pozostałych okno prostokątne ale nie wpisane był okrągła tarcza zegarowa widoczna na kilku zachowanych zdjęciach z tamtego okresu. Tarcza zegarowa została usunięta po 1896 roku. W XIX wieku kamienice zostały wyremontowane i zmieniono nieznacznie wystrój elewacji.

### Kamienica Pod Czarnym Orłem

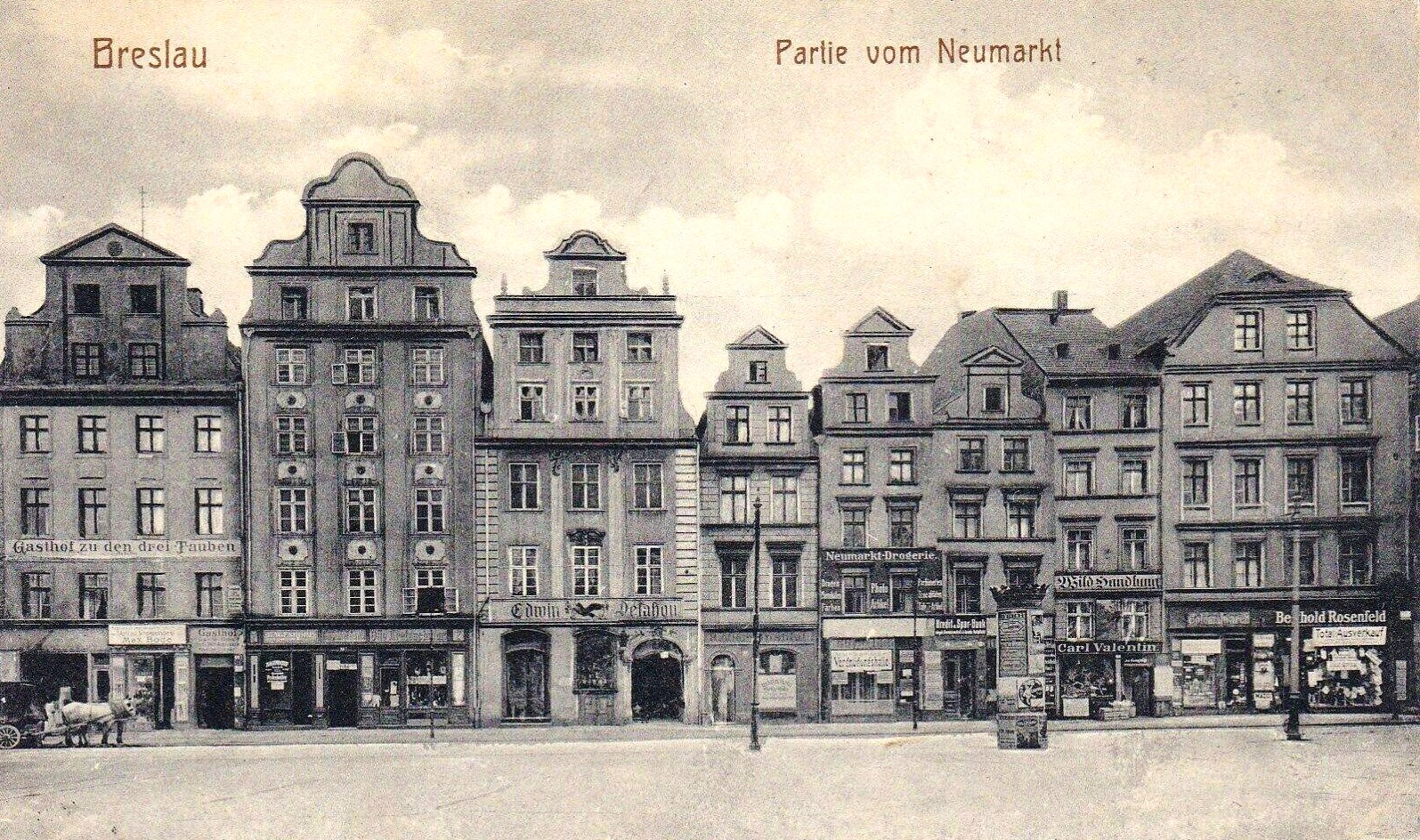
Kamienice nr 1-8 (od prawej) przed wyburzeniem w 1914 roku

Kamienica znajdująca się na posesji nr 6 była szersza od sąsiednich, zachodnich budynków. Około 1700 roku nadano jej barokową formę. W 1763 roku kamienica została gruntownie przebudowana za sprawą jej nowego właściciela Johanna Gottlieba Dreyera, przedsiębiorcy budowlanego.

### Kamienica Pod Białym Łabędziem
Pierwotnie kamienica nr 7 o rodowodzie średniowiecznym ok. 1700 roku została przebudowana, a jej fasada poddana barokizacji. Kamienica uzyskała wówczas trzy kondygnacje i trzyosiową fasadę zakończoną wysokim szczytem podzielonym na trzyosiową kondygnację dolną i dwukondygnacyjną, jednoosiową aediculę z trójkątnym tympanonem. Cały szczyt ujęty został w wolutowe spływy. Dolne dwie kondygnacje kamienicy oddzielone od siebie były pasowymi gzymsami; pomiędzy oknami umieszczone były płyciny, a naroża elewacji były boniowane. W skrajnej prawej osi znajdował się półkoliście zamknięty, boniowany portal. Pod koniec XVIII wieku kamienica została przebudowana na czteropiętrową kamienicę z dwukondygnacyjnym szczytem: trzyosiowym w dolnej części i jednoosiowym w górnej części. Całość wykończona została faliście wygiętym gzymsem.

### Kamienica Pod Trzema Gołębiami
W drugiej połowie XVIII wieku, w miejsce gotyckiej kamienicy, wzniesiono nowy budynek o barokowej fasadzie. Był to wówczas trzypiętrowy budynek o czteroosiowej fasadzie z dwukondygnacyjnym i dwuosiowym szczytem zakończonym trójkątnym tympanonem. Z obu stron szczytu znajdowały się tarczowe ściany, na których wsparte były wolutowe spływy otaczające górną część szczytu.

## Architektura budynku Urzędu Miejskiego
Geneza pomysłu wzniesienia budynku wiąże się z pałacem Hatzfeldów znajdującym się przy ulicy Wita Stwosza 32. Od 1802 roku budynek ten należał do rządu pruskiego i pełnił funkcje administracyjne. Od 1886 roku budynek zajmowało Nadprezydium Prowincji Śląskiej. Pod koniec XIX wieku siedziba była już za mała i postanowiono wykupić tylne zabudowania pałacu, a w ich miejsce wznieść nowy budynek. Projekt nowej siedziby wykonał Karl Löwe. Realizacja projektu miała miejsce w latach 1914–1918.
Nowy budynek wybudowano w miejsce kilku kamienic o średniowiecznym rodowodzie i częściowo na fragmencie ogrodowej posesji pałacu Hatzfeldów. Jest to trzyskrzydłowy, czterokondygnacyjny, dwuipółtraktowy w części centralnej budynek na rzucie litery "U", a jego główna fasada zwrócona jest w kierunku placu Nowy Targ.
Budynek został zbudowany z cegły (ściany zewnętrzne) oraz z cegły, żelbetonu i drewna (ściany wewnętrzne); stropy są żelbetonowe, ceramiczne na podciągach ceramiczne. Na wszystkich piętrach po obu stronach korytarza zaplanowano pomieszczenia biurowe. W części poddasza, pod wysokim mansardowym dachem, zaprojektowano dodatkowe pomieszczenia użytkowe. Dostęp do nich był jedynie z dodatkowej klatki schodowej łączącej III piętro z poddaszem. Pozostałe piętra były ze sobą skomunikowane poprzez trzy klatki schodowe: główna znajdowała się w osi środkowej budynku, dwie pozostałe w połowie długości skrzydeł. Do części parterowej, najbardziej reprezentacyjnej, prowadziły szerokie drzwi i trzy stopnie bezpośrednio wychodzące na plac. Skrzydła boczne, półtoratraktowe ciągnące się wzdłuż ulicy Krowiej i św. Wita połączone były z pałacem. Trakty na drugim piętrze obu skrzydeł były zwężone kosztem tarasów, dostęp do nich był z III piętra.
Fasada budynku jest siedemnastoosiowa, przy czym pięć środkowych osi tworzy pseudoryzalit zwieńczony gazonami i ozdobiony trójkątnymi naczółkami z dekoracją figuralną. W centralnej części ryzalitu umieszczony został portal z piaskowca. Widoczna część parterowa sutereny ma formę wysuniętego cokołu występującego nieznacznie przed lico budynku. Pozostała część parteru jest boniowana. Od drugiej kondygnacji oddziela ją niewielki gzyms okalający cały budynek. Podobny, choć bardziej wydatny gzyms, oddziela ostatnią kondygnację od kondygnacji poddasza. Nad oknami pierwszego piętra umieszczone zostały panneau z wieńcem laurowym, a nad oknami II piętra proste belkowanie na konsolkach. Dach doświetlony jest lukarnami.
W 1919 roku, Heumann przedstawił projekt zagospodarowania dziedzińca zielenią, w formie ogrodu tarasowego oraz wykonano dodatkowy wyjazd z pałacu Hatzfeldów biegnący łukiem przez bramę obok obecnych garaży na ul. Krowiej.

## Po 1945 roku
Budynek Nadprezydium Prowincji Śląskiej nie został poważnie uszkodzony podczas działań wojennych w 1945 roku. Pierwsze prace remontowe pozbawiły fasadę detali architektonicznych. W pierwszej dekadzie XXI wieku budynek przeszedł gruntowny remont i konserwację kamieniarki wraz z odtworzeniem wystroju fasady. W latach 1990–1995 w budynku prowadzono prace remontowe: wymieniono wówczas węzły sanitarne  oraz instalację wodno-kanalizacyjną, naprawiono pokrycie dachu wraz z blacharką i rynnami. 
W budynku, w latach pięćdziesiątych i sześćdziesiątych mieściły się pracownie P.K.Z, Miastoprojekt, Wojewódzkie Biuro Projektowe. Od lat siedemdziesiątych cały budynek należy do Urzędu Miejskiego.